# Lampria splendens
Lampria splendens är en tvåvingeart som först beskrevs av Macquart 1834.  Lampria splendens ingår i släktet Lampria och familjen rovflugor.
Artens utbredningsområde är Surinam. Inga underarter finns listade i Catalogue of Life.